# Ladd (Illinois)
Pour les articles homonymes, voir Ladd.
Ladd est un village des États-Unis dans le Comté de Bureau, en Illinois. Sa population actuelle est d'environ 1 300 habitants. Une grande colline se dresse au milieu de cette ville. Ladd est connue pour ses poulets frits. Elle a traversé une belle histoire à laquelle les habitants sont attachés et sont fiers.
Cette ville est proche de la longue autoroute Interstate 80 qui traverse le pays de New York à San Francisco.

## Situation géographique
La ville la plus proche en distance est Cherry qui est éloignée de Ladd par 4.5 km de champs et la plus proche en durée est Spring Valley à 5 minutes en voiture. La plus importante ville de l'Illinois, Chicago, est à environ une heure et demie de Ladd. Cherry se situe au nord, Spring Valley au sud, Peru et La Salle au sud-est et Princeton à l'ouest.

## Démographie
D'après le recensement de 2000, il y a 1 313 habitants dont 559 personnes en couple et 375 familles résidant dans le village. Sa densité est de 426 habitants/km2. Il y a 584 résidences dans la ville faisant une moyenne de 189,5 résidences/ km2. La répartition de la population est de 97,41 % de blancs, 0,08 % d'afro-américains, 0,08 % d'asiatiques et le reste des habitants d'autres races.

## Économie
La ville contient plusieurs bars, restaurants et glaciers, adresses et détails sur ce site. En 2000, environ 5 % de la population et plus de 3 % des familles de Ladd vivaient sous le seuil de pauvreté. Une nouvelle école fut inaugurée dans les 10 dernières années incluant le collège.